# Kennedy Meeks
Kennedy Rashod Meeks (Charlotte, 5 febbraio 1995) è un cestista statunitense.

## Statistiche

### College
| Anno       | Squadra             | PG  | PT  | MP   | TC%  | 3P% | TL%  | RP  | AP  | PRP | SP  | PP   |
| ---------- | ------------------- | --- | --- | ---- | ---- | --- | ---- | --- | --- | --- | --- | ---- |
| 2013-2014  | N. Carol. Tar Heels | 34  | 17  | 16,3 | 54,8 | -   | 58,6 | 6,1 | 0,8 | 0,3 | 0,8 | 7,6  |
| 2014-2015  | N. Carol. Tar Heels | 37  | 32  | 23,3 | 56,2 | 0,0 | 64,1 | 7,3 | 1,1 | 0,6 | 1,2 | 11,4 |
| 2015-2016  | N. Carol. Tar Heels | 33  | 28  | 20,6 | 54,8 | -   | 68,9 | 5,9 | 1,1 | 0,8 | 1,0 | 9,2  |
| 2016-2017† | N. Carol. Tar Heels | 40  | 40  | 24,3 | 55,5 | -   | 62,2 | 9,5 | 1,0 | 1,0 | 1,2 | 12,5 |
| Carriera   | Carriera            | 144 | 117 | 21,3 | 55,4 | 0,0 | 63,0 | 7,3 | 1,0 | 0,7 | 1,1 | 10,3 |

## Palmarès

### NCAA
- Campionato NCAA: 1

North Carolina Tar Heels: 2017
- McDonald's All-American Game (2013)